# Ampedus nigrinus
Ampedus nigrinus är en skalbaggsart som först beskrevs av Herbst 1784.  Ampedus nigrinus ingår i släktet Ampedus, och familjen knäppare. Arten är reproducerande i Sverige.